# 日本生命笹島ビル
日本生命笹島ビル （にほんせいめいささしまビル） は、愛知県名古屋市中村区名駅南にあるビルである。

## 概要
1974年（昭和49年）に日本生命保険が名鉄レジャックと名鉄バスセンターの進入路と名駅通に囲まれたブロックを開発して建設したオフィスビルである。
かつては日本IBMが名古屋の拠点として多くのフロアを借り上げてビルに「IBM」の看板まで出していたが、他のビルへ移転した為、現在は別のテナントが入居し、「IBM」の看板は外されている。
基本的にはオフィスビルとして使用されているが、名古屋駅に近い立地の為1階にはインテリアショップのアクタス名古屋店が営業している。
2015年（平成27年）3月23日には、名古屋鉄道などがリニア中央新幹線の開通を見据え計画している再開発に参加することを正式表明しており、将来的には名鉄百貨店本館や名鉄レジャックビルとともに建て替えられる予定である。

## 主なテナント
- 中部飼料本部
- 富士ソフト株式会社
- デンソーアイテック名古屋本社
- 全日本労働福祉協会
- 栗本鐵工所
- アクタス名古屋店[1]
- 名古屋市財政局 ささしま市税事務所 - 2023年1月4日、中村区役所等複合庁舎（松原町）に移転し、本陣市税事務所に改称[3]。

## 最寄駅
- 名古屋駅

## 参照
- 『新建築』1975年5月号